# Diente de dragón

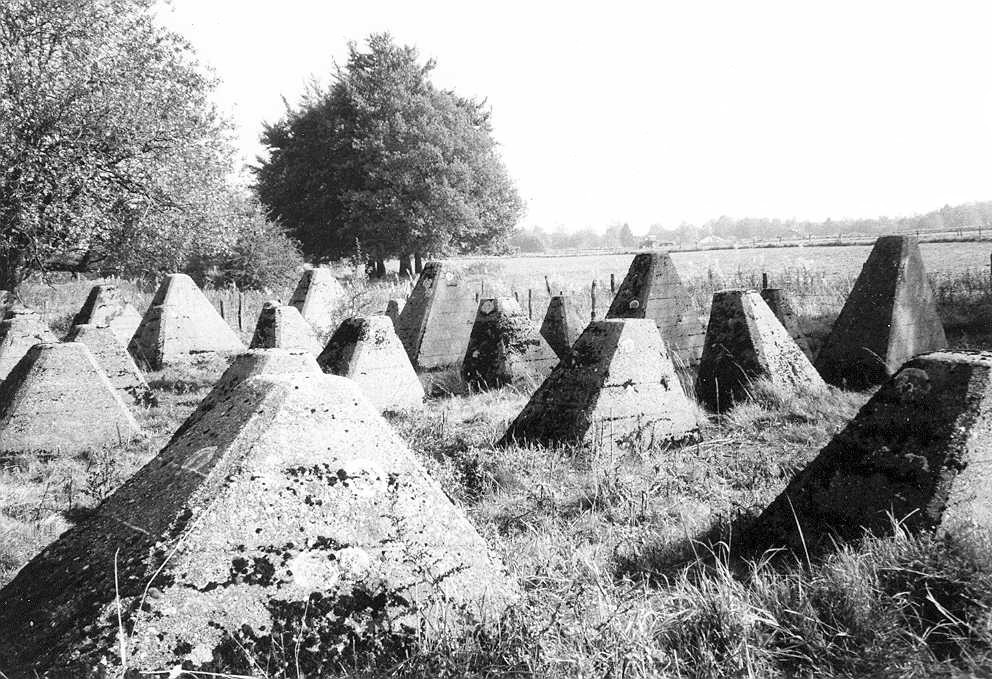
Dientes de dragón cerca de Aquisgrán, parte de la Línea Sigfrido.

El término diente de dragón se refiere a estructuras piramidales cuadradas, usadas durante la Segunda Guerra Mundial para impedir el paso a ejércitos mecanizados. Su uso fue extensivo en la Línea Sigfrido.

## Fortificación militar

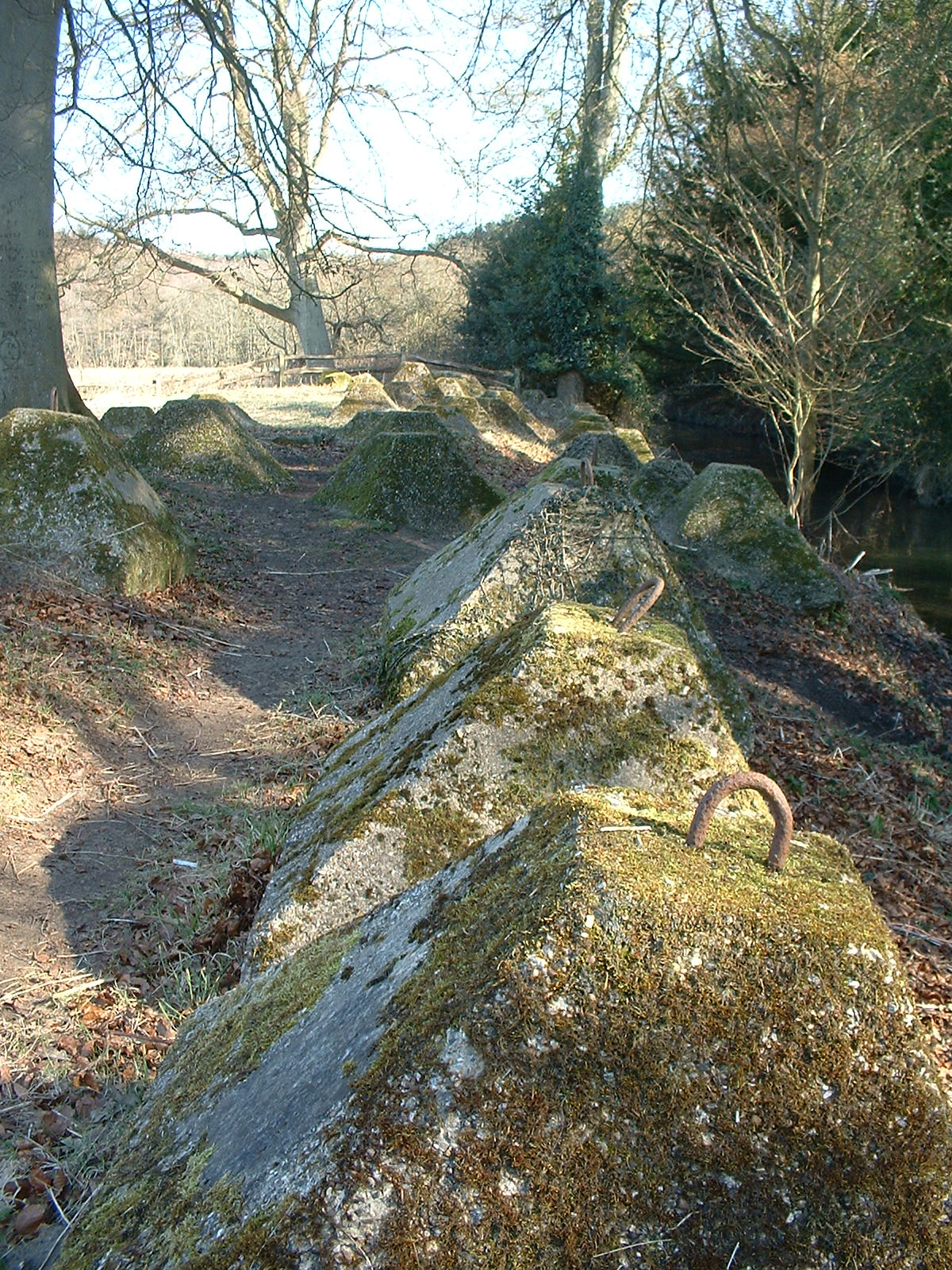
Dientes de dragón en la Línea GHQ, Surrey, 2006.

### Segunda Guerra Mundial
Los dientes de dragón (en alemán: "Drachenzähne", "dientes de dragón") eran fortificaciones en forma de pirámides cuadradas hechas de hormigón armado usadas durante la Segunda Guerra Mundial para impedir el avance de los tanques. La idea era de ralentizar su marcha y desviar los tanques a la "zona mortal" donde podrían ser destruidos fácilmente con cañones antitanque. En la práctica, sin embargo, el uso de ingenieros de combate y los vehículos de "limpieza" permitió la eliminación relativamente rápida, y demostraron llegar mucho más lejos de lo que creían en un principio con el uso de esta estructura.
Los dientes de dragón fueron usados por ambos bandos del Teatro europeo de la Segunda Guerra Mundial. El bando alemán hizo un amplio uso de ellos en la Línea Sigfrido y en el Muro atlántico; cada "diente" era de 90 cm a 120 cm de alto dependiendo del modelo exacto. Las minas terrestres a menudo se encontraban entre "los dientes", y muchos obstáculos se construían a lo largo de las líneas de "dientes" (como el alambre de púas para impedir el paso a la infantería, o se colocaba en diagonal cables de acero para dificultar el paso a los tanques). 
Durante la ocupación de Noruega, se crearon varias líneas de las cuales destacaron los conocidos con el nombre dientes de Hitler, en el sur del país, llegando a alcanzar cuatro líneas defensivas y de las cuales se conservaron varios kilómetros. 
Francia los empleó en la línea Maginot, mientras que muchos fueron instalados en el Reino Unido en 1940-1941 como parte del operativo para reforzar el país mediante defensas contra una posible invasión alemana.